# Pelagothuria natatrix
Vous lisez un « bon article » labellisé en 2017.
Genre
Espèce
Synonymes
- Pelagothuria ludwigi Chun, 1900

Pelagothuria natatrix, unique représentant du genre Pelagothuria, est une espèce d'holothuries (concombres de mer) abyssales de l'ordre des Elasipodida. Cette holothurie est remarquable car elle vit en nageant en pleine eau, à la manière des méduses avec lesquelles elle partage de nombreuses caractéristiques (on peut conjecturer une convergence évolutive). 
Son corps est ainsi translucide et surmonté par une ombrelle constituée de tentacules modifiés et unis par un voile. Vivant à très grande profondeur, elle semble se nourrir essentiellement de plancton. Cette espèce, à la répartition probablement cosmopolite, demeure cependant très rarement observée : elle n'a pu être observée in situ qu'à quelques occasions seulement, près de cent ans après sa découverte.

## Description et caractéristiques

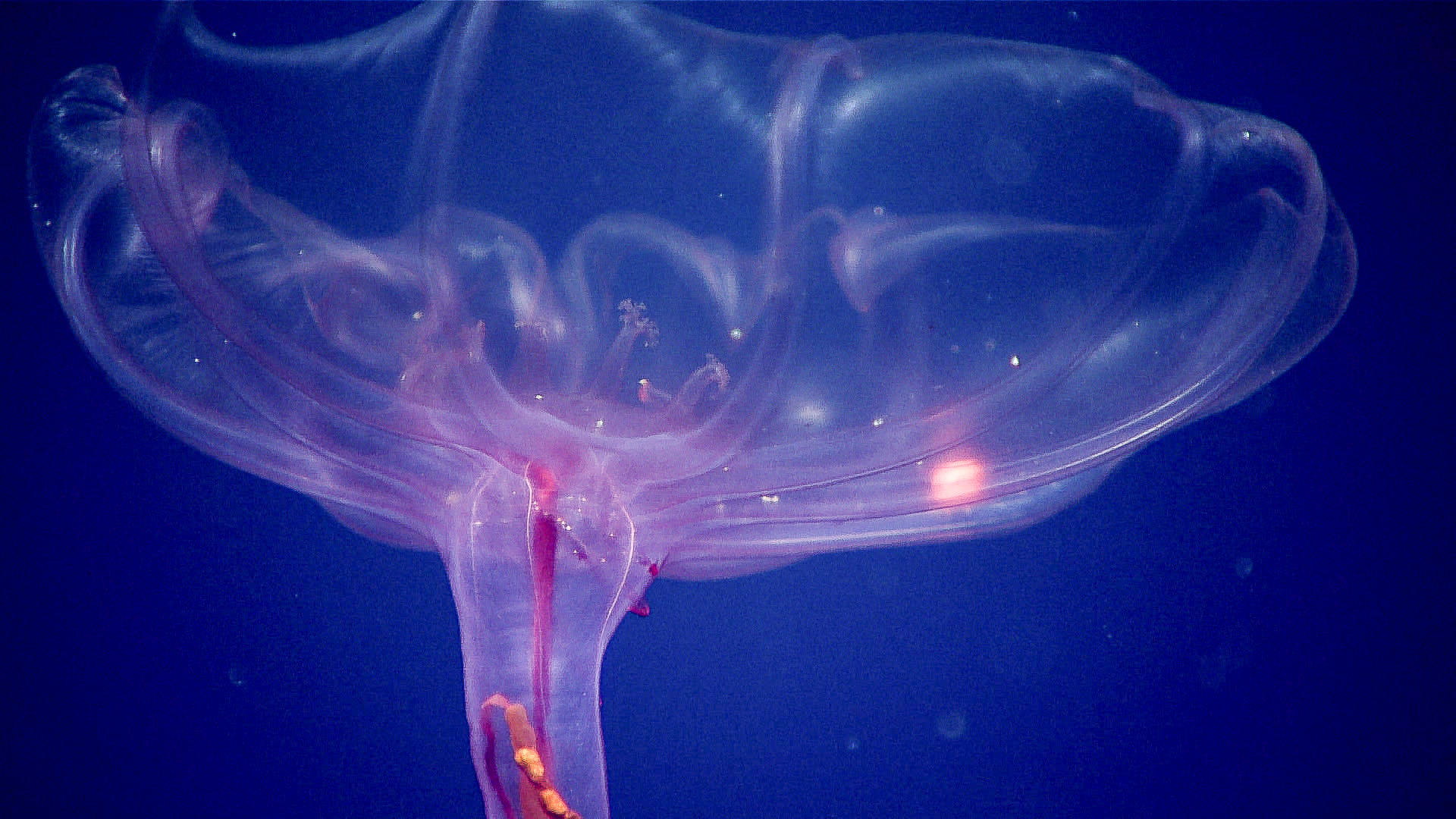
Observation à 1400 m de profondeur dans l'océan Pacifique central en 2017.

Cette holothurie a un corps translucide, légèrement teinté de violet. Celui-ci est relativement petit et fusiforme, mais il est entouré de deux cercles de grands tentacules. Les premiers, environ une douzaine, sont très longs, unis par un voile et destinés à la natation, à la manière de l'ombrelle des méduses ; dans le prolongement du rayon ventral central, ce voile s'interrompt entre deux tentacules. Les seconds sont plus courts (autour de 2 cm de long) et au nombre de 15 environ. Entourant la bouche, ces derniers sont fourchus et servent à filtrer l'eau pour y piéger le plancton et les particules nutritives qu'elle contient.
Cette holothurie est extrêmement gélatineuse, composée à plus de 90 % d'eau, ce qui lui permet d'avoir un poids très faible dans l'eau, et ainsi de se maintenir en suspension. Il s'agit de la seule holothurie complètement pélagique connue : elle vit en se laissant porter dans la colonne d'eau et ressemble à une méduse, par convergence évolutive, c'est-à-dire en réponse aux mêmes contraintes environnementales. Le corps se tient à la verticale dans la colonne d'eau, bouche tournée vers le haut ; l'ombrelle de tentacules se retrouve ainsi à l'horizontale. Cette holothurie est dépourvue de spicules calcaires et de couronne péripharyngienne.

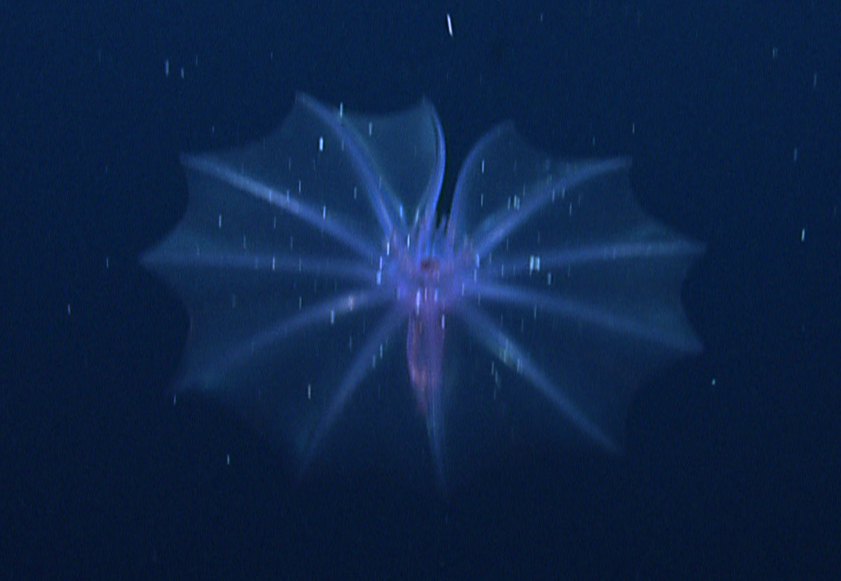
Pelagothuria natatrix observée en 2011 au large des îles Galápagos.
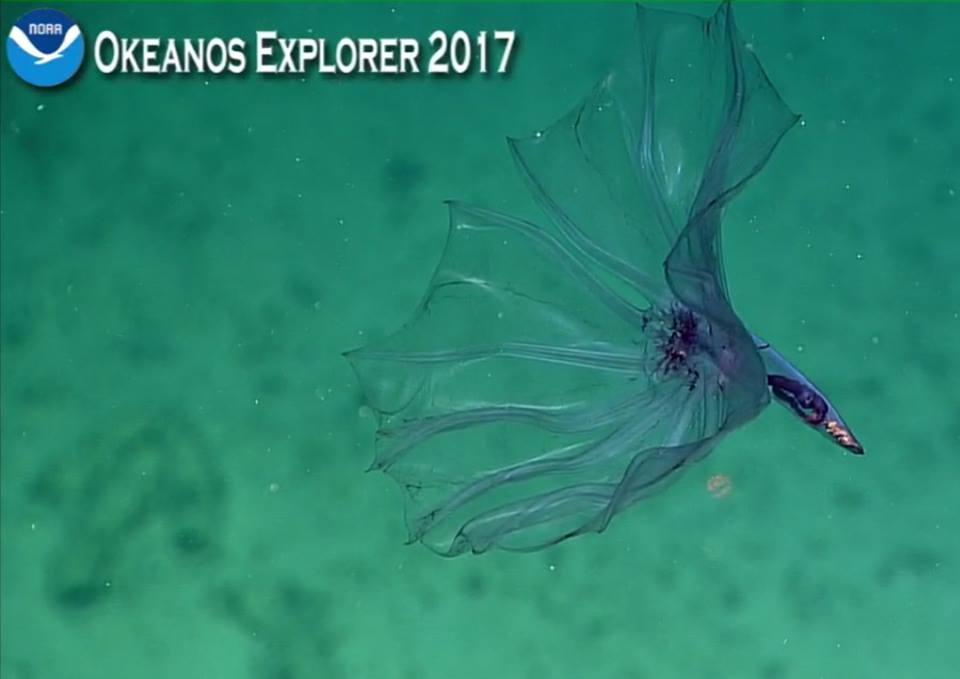
Observation en 2017 au large des îles Samoa.
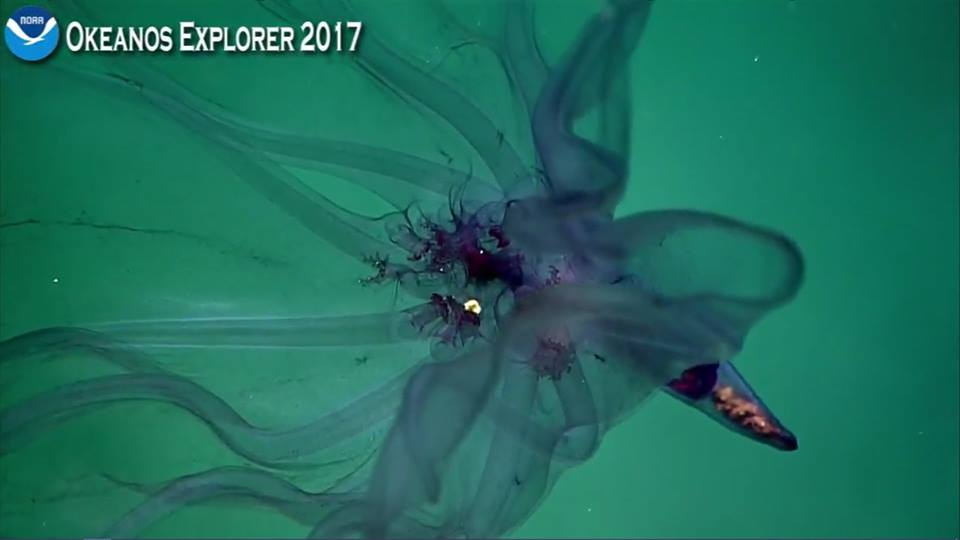
idem
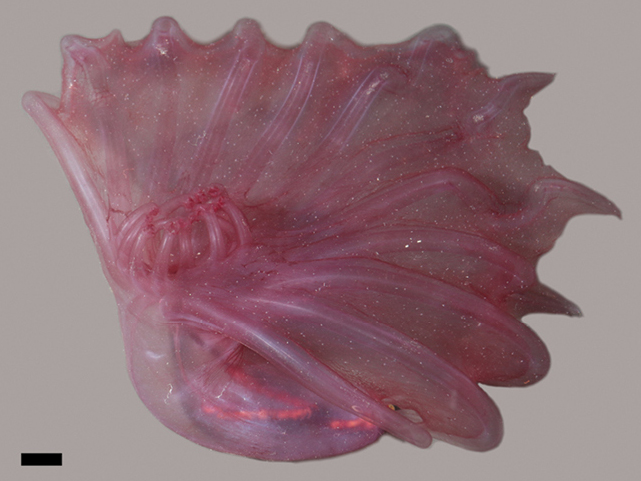
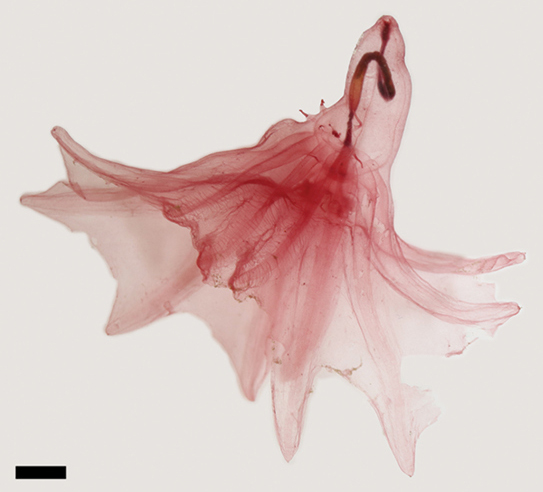

## Habitat et répartition
L'observation de cette holothurie est extrêmement rare, mais son aire de répartition semble particulièrement vaste : elle a été observée dans les océans Atlantique, Pacifique et Indien, à des latitudes allant de l'équateur au cercle polaire. Elle semble vivre essentiellement à grande profondeur (entre 200 et 6 776 mètres), même si le descripteur, H. Ludwig, mentionne des observations en surface.

## Écologie et comportement
Cette espèce est actuellement le seul échinoderme contemporain connu à passer toute sa vie en suspension dans l'eau, sans jamais entrer en contact avec le fond marin. Elle est par conséquent dépourvue de podia, qui sont les organes locomoteurs des holothuries benthiques.
L'analyse des contenus stomacaux des spécimens récoltés met en évidence l'absence totale d'éléments nutritifs issus du fond marin, suggérant que cette espèce n'est jamais en contact avec le plancher océanique. Elle semble se nourrir essentiellement de ptéropodes (mollusques pélagiques) et de protistes ciliés. Elle nage la bouche dirigée vers le haut, ses tentacules formant un entonnoir pour piéger le plancton.
Ses déplacements semblent en grande partie passifs : elle se laisse dériver en suspension dans l'eau et n'utilise qu'occasionnellement son voile pour une nage active ou dirigée.

## Découverte et observation

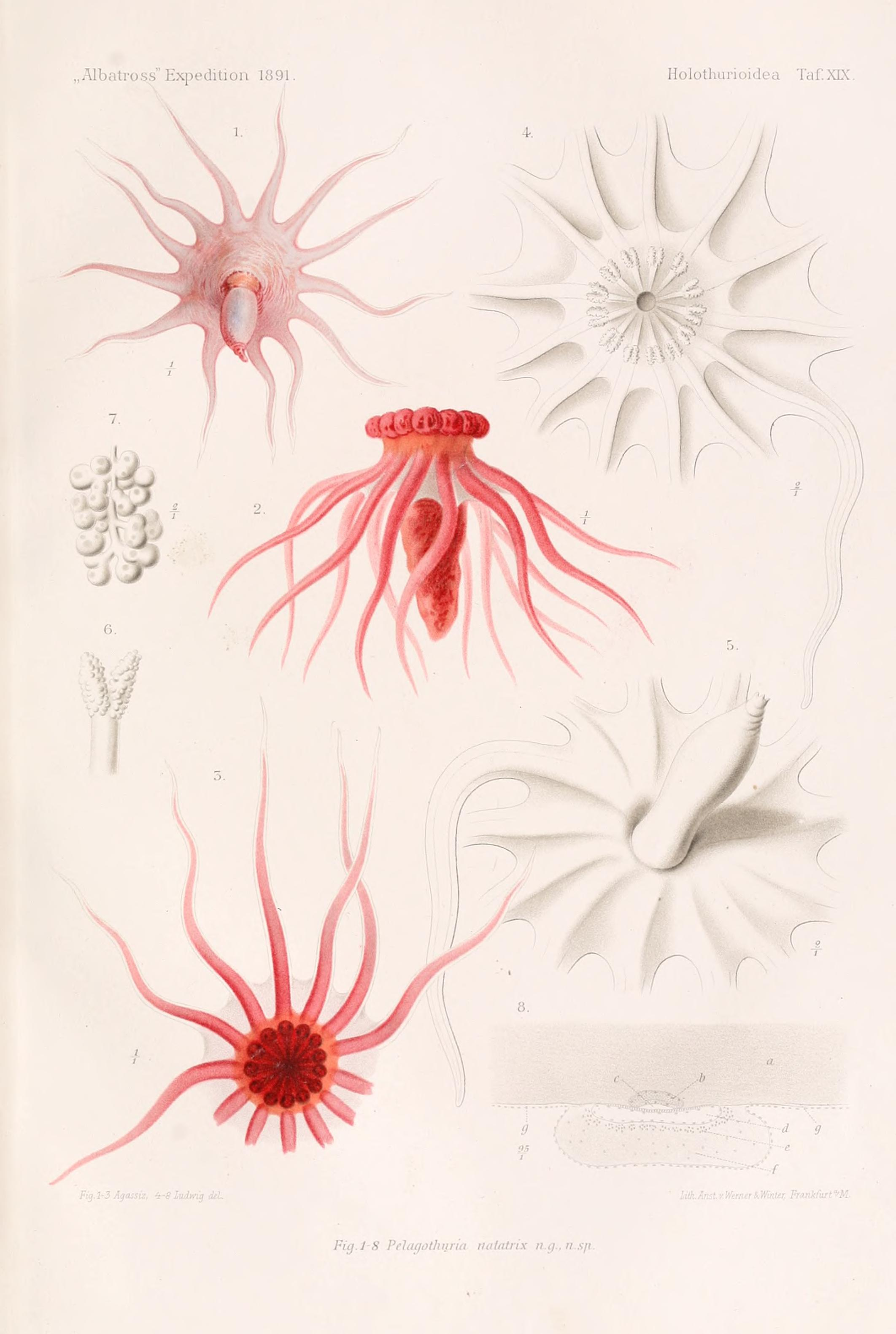
Planche d'illustrations de la description originale. Les spécimens utilisés étant en mauvais état, plusieurs erreurs sont visibles, comme le voile trop court et l'oubli de sa lacune ventrale.

Pelagothuria natatrix a été décrite en 1893 par Hubert Jacob Ludwig, sur la base d'une trentaine de spécimens remontés lors d'une opération de chalutage par l'Albatross entre le Golfe de Panama et les îles Galápagos, entre 605 et 3 350 m de profondeur. En 1900, elle est observée dans l'océan Indien par Carl Chun qui, la pensant nouvelle, la décrit sous le nom de Pelagothuria ludwigi, appellation qui sera ultérieurement mise en synonymie avec P. natatrix par Heding en 1950.
Il a fallu attendre 1989 pour qu'une mission d'eaux profondes menée aux Galápagos obtienne les premières images in situ de l'animal (à 542 m de profondeur au large de l'Île San Cristóbal), images en noir et blanc et avec une résolution très limitée. John E. Miller et David L. Pawson en tirent néanmoins la matière d'une longue redescription détaillée de cette espèce et de sa famille, publiée en 1990.
En 2011, l'expédition scientifique américaine Okeanos Explorer photographie, toujours aux Galápagos, ce que les scientifiques croient d'abord être une méduse inconnue, mais le cliché est formellement identifié en 2014 par les experts du Smithsonian Institute Christopher Mah et David Pawson comme une Pelagothuria natatrix. Une seconde observation est réalisée en mars 2017 au large des îles Samoa (à 443 m de profondeur près de l'Île Howland) par la même mission qui ramène cette fois une vidéo en haute résolution de l'animal en train de nager en pleine eau, une première historique. Cette même mission réalise une seconde vidéo de l'espèce début mai 2017, et quelques autres durant la suite de cette mission. En 2022, le nombre d'observations atteignait la centaine.

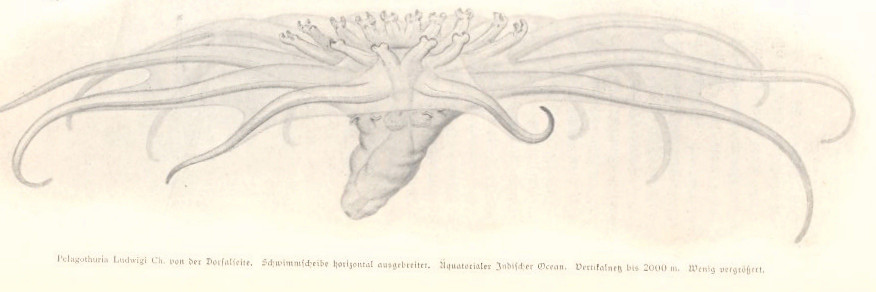
Dessin de Carl Chun pour sa description de Pelagothuria ludwigi, depuis considérée comme synonyme de P. natatrix.

## Taxinomie et classification

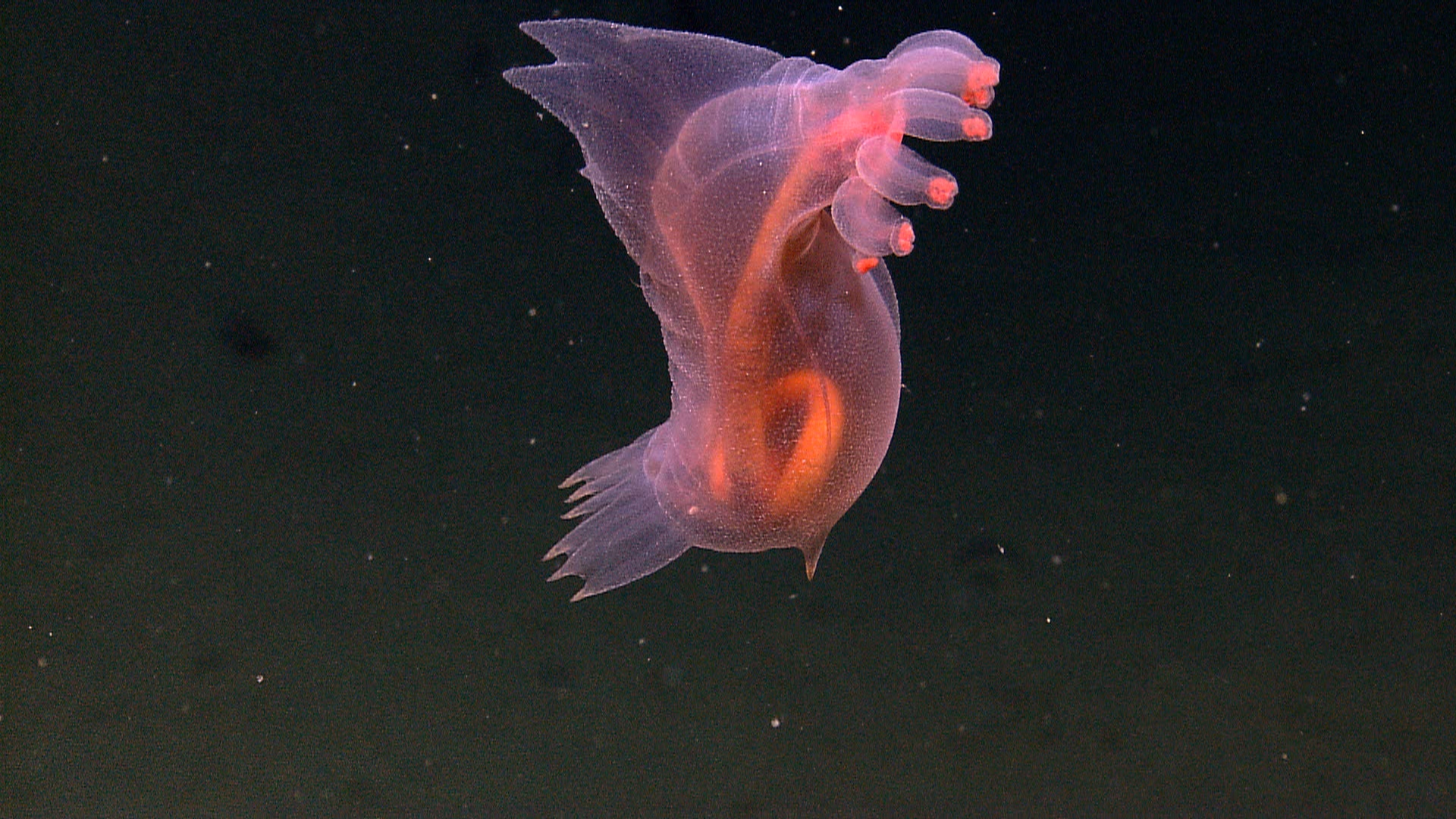
Enypniastes eximia est l'espèce la plus proche, seule autre représentante de la famille des Pelagothuriidae. Elle est également capable de nager, mais pas de demeurer en suspension dans l'eau indéfiniment.

Hubert Jacob Ludwig crée en même temps, en 1893, l'espèce, le genre et la famille à partir des spécimens récoltés par l'Albatross. Le nom du genre est composé de πέλαγος (pelagos, « la haute mer » en grec) et -θυρια (-thuria contraction de « holothurie »), signifiant donc que cette espèce a des mœurs pélagiques. L'épithète spécifique natatrix signifie « nageuse » en latin. Le nom de la famille est repris sur celui du genre-type.
Pelagothuria natatrix est à l'heure actuelle la seule espèce du genre Pelagothuria, tous les spécimens récoltés dans les trois grands bassins océaniques ayant été déterminés comme identiques par Heding en 1950.
Au sein de l'ordre des Elasipodida (qui regroupe des holothuries abyssales très gélatineuses), la famille des Pelagothuriidae ne compte actuellement qu'une seule autre espèce certaine : Enypniastes eximia ; les analyses génétiques ont confirmé cette parenté. Cette autre holothurie n'est pas pélagique, mais dite « benthopélagique » : elle est pourvue d'un voile analogue à celui de Pelagothuria mais plus court et seulement hémicirculaire, qui lui permet également de s'élever dans la colonne d'eau (parfois très haut et longtemps), mais sa densité finit toujours par la ramener au sol, où elle se nourrit et effectue une grande partie de son cycle de vie.